# Nemleges megállapítás
A nemleges megállapítás egy iparjogvédelmi hatósági ügy, amelynek lényege: aki attól tart, hogy ellene bitorlási eljárást indítanak, ennek megindítása előtt kérheti annak megállapítását, hogy az általa hasznosított vagy hasznosítani kívánt termék vagy eljárás nem ütközik valamely, általa megjelölt szabadalomba illetve az általa használt vagy használni kívánt megjelölés nem sérti az általa megjelölt valamely védjegy oltalmát. A nemleges megállapítást a találmányok szabadalmi oltalmáról szóló 1995. évi XXXIII. törvény szabályozza. (A hatályos magyar védjegytörvény alapján ilyen eljárást már nem lehet indítani.)
A nemleges megállapítás lényege, hogy aki attól tart, hogy ellene szabadalombitorlás miatt eljárást indítanak, az eljárás megindításáig kérheti annak megállapítását, hogy az általa hasznosított vagy hasznosítani kívánt termék vagy eljárás nem ütközik valamely, általa megjelölt szabadalomba.
A nemleges megállapítási eljárás kérelmezője voltaképpen annak megállapítását kéri az iparjogvédelmi hatóságtól, hogy amennyiben -ugyanazon tényállás alapján - bitorlási eljárást indítanának ellene, ő nem bitorolna. Ez a cél indokolja, hogy "A nemleges megállapítást kimondó jogerős határozat kizárja, hogy a megjelölt szabadalom alapján ugyanarra a termékre vagy eljárásra vonatkozóan szabadalombitorlás miatt eljárást indítsanak."
A használatiminta-oltalommal kapcsolatos nemleges megállapításra a szabadalmi törvény szablyai megfelelően irányadók.
A nemleges megállapításról a formatervezési minták oltalmáról szóló 2001. évi XLVII. törvény 24. §-a rendelkezik. 
A nemleges megállapításra irányuló kérelem egy iparjogvédelmi ügy, amely a Szellemi Tulajdon Nemzeti Hivatala hatáskörébe tartozik. 
A kérelmet csak egy szabadalom tekintetében lehet benyújtani. A kérelemhez mellékelni kell a hasznosított vagy hasznosítani kívánt termék vagy eljárás leírását és rajzát, valamint a megjelölt szabadalmat.
A nemleges megállapítási eljárásban nem két szabadalom áll egymással szemben, hanem egy, a kérelmező által ismertetett (vagy lerajzolt, leírt) termék vagy eljárás áll szemben egy konkrét, a kérelmező által megnevezett szabadalommal. Az eljáró hatóságnak nem feladata annak vizsgálata, hogy vajon a kérelmező ténylegesen megvalósította- – , amire a nemleges eljárást kérte.
A nemleges megállapítási kérelemre jogszabályban meghatározott díjat kell fizetni.
A Szellemi Tulajdon Nemzeti Hivatala a nemleges megállapítási kérelemmel kapcsolatban írásbeli előkészítés után, általában nyilvános szóbeli tárgyalás alapján, háromtagú tanácsban határoz arról, hogy a nemleges megállapítási kérelemnek helyt ad- – , vagy a kérelmet elutasítja- – .
A nemleges megállapítási eljárás költségeit a kérelmező viseli.
Bár a Szellemi Tulajdon Nemzeti Hivatala előtte folyó számos eljárásban a tényeket hivatalból vizsgálja és vizsgálata nem korlátozódhat csupán az ügyfelek állításaira, a nemleges megállapítási eljárásban a tényeket kizárólag a kérelem keretei között, az ügyfelek nyilatkozatai és állításai, valamint az ügyfél által igazolt adatok alapján vizsgálja.